# Miloslav Hořava (ishockeyspelare född 1982)
Miloslav Hořava, född 26 oktober 1982 i Tjeckien, är en ishockeyspelare som 2005-2007 spelade i Modo. Han blev svensk mästare säsongen 2006-07.
Han är son till ishockeyspelaren Miloslav Hořava, som var under ett tag i säsongen 2009/10 tränare för Modo Hockey.